# 富山エフエム放送
富山エフエム放送株式会社（とやまエフエムほうそう、Toyama FM Broadcasting Co., Ltd.）は、富山県を放送対象地域としてFM放送（超短波放送）を行っている特定地上基幹放送事業者である。
愛称はFMとやま（エフエムとやま）、コールサインはJOOU-FM。JFN系列。

## 沿革
- 1981年（昭和56年）5月26日 - 同日までに『エフエム富山』と『富山テレビ放送』が超短波放送（FM放送）を申請[5]
- 1982年（昭和57年）10月27日：電波監理審議会の答申に基づき、郵政省（当時、現在の総務省）は富山県など23府県にFM放送の周波数を割り当てる（北陸地方ではほかに福井県も割り当て）[6][7][8][9]。これにより、同年12月20日の免許申請締め切りまでに36社が免許を申請した[9][10][11][12]。
- 1983年（昭和58年）11月22日：放送免許の一本化調整が完了[13]。
- 1984年（昭和59年）

  - 2月28日：設立発起人会開催[14]。
  - 3月1日：「富山エフエム放送株式会社」として、超短波放送局免許申請書を郵政省北陸電波監理局（現在の総務省北陸総合通信局）へ提出[1][14]。
  - 3月14日：予備免許交付[14]。
  - 4月23日：創立総会開催[1][14]。翌日の4月24日に会社設立[1][14]。
  - 5月22日：富山テレビのアンテナに送信所を設置することを決定[15]。
  - 11月26日：本社を仮事務所の7階から6階に移転[16]。
- 1985年（昭和60年）
  - 2月13日：試験電波発射[16]。
  - 2月26日：ニュース配信社決定。全国ニュースは読売新聞・朝日新聞。ローカルニュースは富山新聞[17]・北陸中日新聞[16]。
  - 3月15日：サービス放送開始[17]。最初の番組は、6:00からの『CDジュークボックス』であった[18]。
  - 4月1日：全国で14番目の民放FM局として開局[17][19]。開局時の第一声は、5:55頃に流れた『JOOU-FM、とやまエフエムです』という当時のアナウンサー濱永清隆の声だった[20]。6:00からの『CDジュークボックス ドボルザーク』より通常放送を開始[21]。
  - 11月9日：宇奈月中継局が開局[16]。
- 1992年（平成4年）
  - 7月5日：太閤山ランドで開催されたジャパンエキスポ富山の会場内にイベント放送局「JET-FM」（愛称：ピーチFM 79.1MHz）を開設。
  - 10月1日：福光中継局が開局。
- 1995年（平成7年）4月1日：文字多重放送（見えるラジオ）開始[22]。コールサインはJOOU-FCM。
- 1996年（平成8年）11月：本社を富山市奥田町に移転。
- 2011年（平成23年）
  - 1月26日：LISMO WAVE配信開始（2019年（令和元年）9月30日終了）。
  - 12月5日：ドコデモFM配信開始（2021年（令和3年）2月28日終了）。
- 2012年（平成24年）4月2日：radikoに参加。12:00より北日本放送（KNB）とともに富山県内のみ実用化試験配信開始。
- 2014年（平成26年）
  - 3月31日：文字多重放送廃止[23]。
  - 4月1日：radikoの有料配信サービス「radikoプレミアム」を通じて日本全国への配信開始。
- 2017年（平成29年）10月2日：富山県のラジオ局として初めてラジオクラウドでの配信を開始[24][25]。
- 2019年（令和元年）6月3日：富山テレビ放送と災害報道協力協定を締結[26]。
- 2020年（令和2年）
  - 3月19日：アーバンプレイス（富山市牛島町）1階にサテライトスタジオ「アーバンスタジオ」を開設[27][28][29]。
  - 4月：NHK富山放送局・北日本放送と共同で新型コロナウイルス感染症の感染拡大防止のキャンペーンCMを放送[30][31][32]。富山県内のラジオ3局の共同キャンペーン展開は初めて[30]。

## 事業所
本社・演奏所

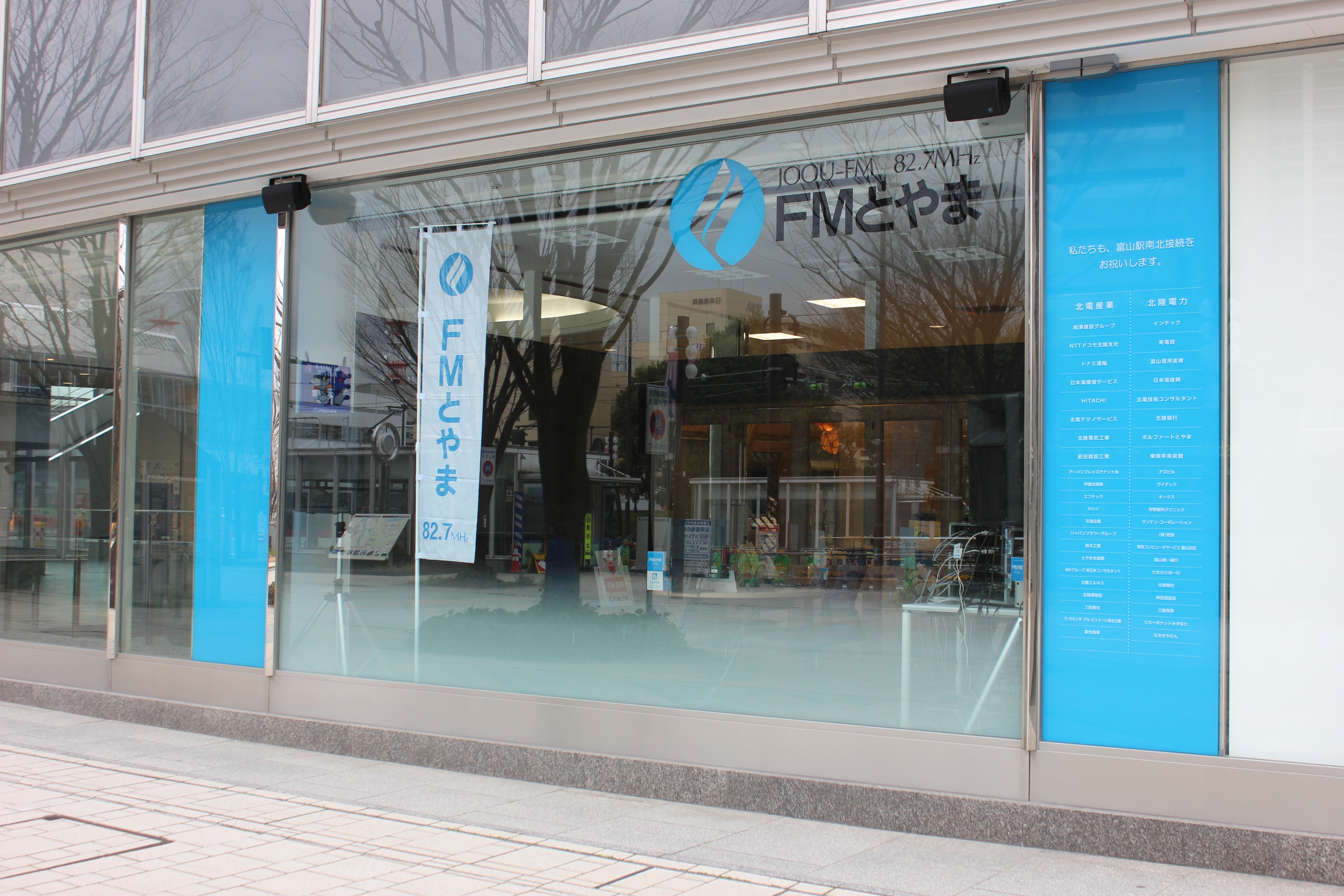
2020年に開設した「アーバンスタジオ」

- 富山県富山市奥田町2番11号（郵便番号 930-8567）

サテライトスタジオ（アーバンスタジオ）
- 富山県富山市牛島町18番7号 アーバンプレイス1階（2020年3月19日に開設）

東京支社
- 東京都千代田区麹町一丁目8番地 JFNセンター4階

## 周波数・サービスエリア

### 周波数・出力
| 親局   | 周波数  | 空中線電力 | ERP   | 送信所概要 （技術概要） | 備考 |
| ------ | ------- | ---------- | ----- | --- | --- |

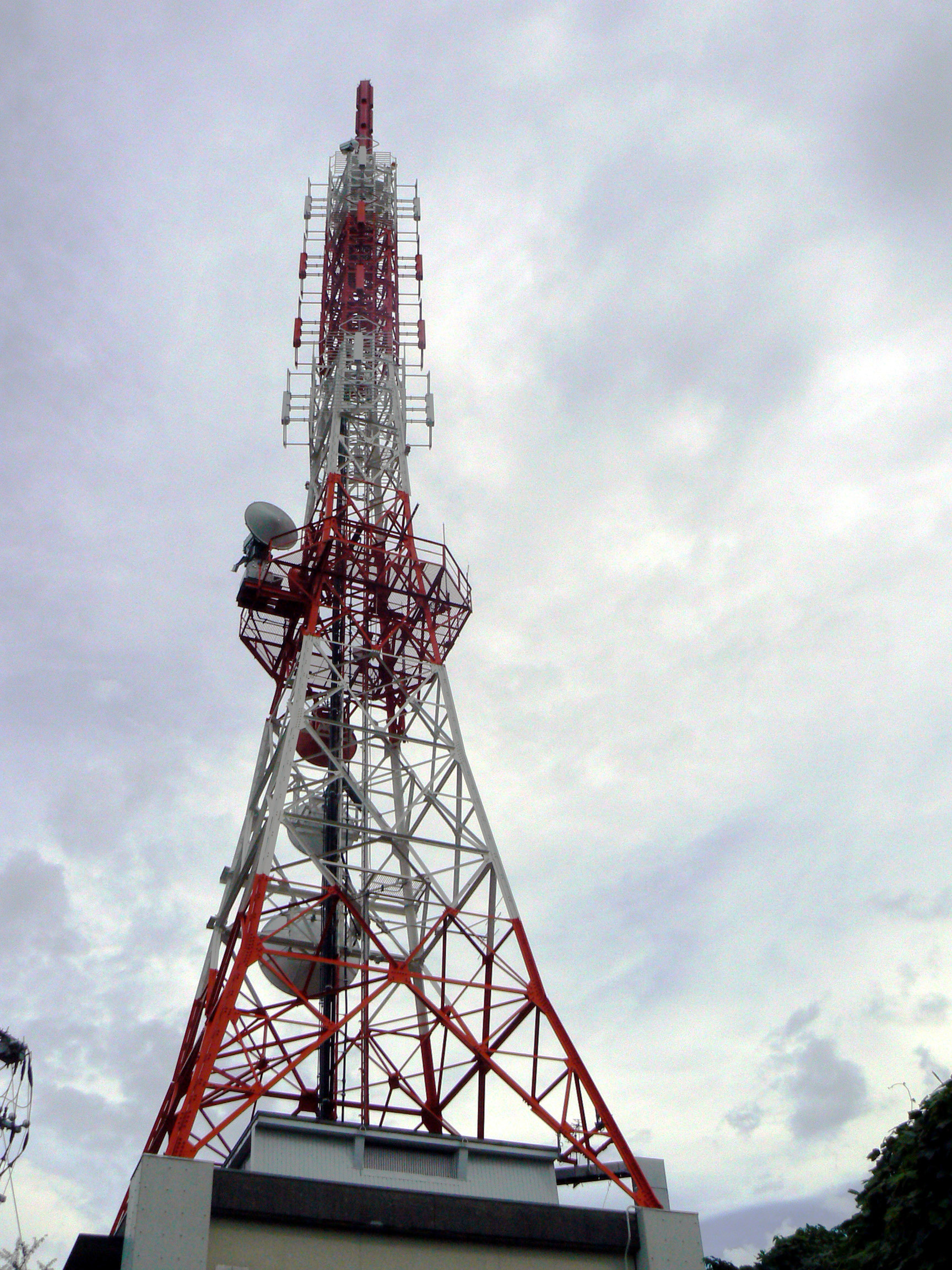
呉羽丘陵電波塔

| 富山   | 82.7MHz | 1kW        | 4.5kW | - 送信柱 58m四角鉄塔（富山テレビ放送共用） - 送信空中線 2L（ループアンテナ）4段4面（日立電線）、海抜高162.4m - 送信機 RV-41GS（東芝） - STL送受信装置（NEC）空中線電力50mW、2m鏡面（プレート）パラボラアンテナ - 送信局舎 鉄筋コンクリート2階5m×3m - 非常用電源 自家発電装置（東芝）27kVA - 備考 送信空中線の2L（ループアンテナ）は双ループアンテナとも称される。 | 送信所は富山テレビと共同使用。その理由は、経費や補修等の諸条件に加えて、二十給電や給電の同軸化という新しい方式が導入出来、修理回数の減少、安定放送の向上が期待出来たためである。送信所新設による経費面（1～2億円）や送信所の位置が呉羽山公園であることから送信所の新設の許可が下りにくいというのも理由であった。 なお、北日本放送も共同使用を快諾していたが、NHK-FM放送の送信所と至近距離にあるため相互妨害排除装置の新設する必要があることや、郵政省（現・総務省）のマスコミの集中排除の見地から、中波放送を持つ民放の相乗は避けるよう指導していたため、見送られた。NHKは能力一杯で余地が無かったため、快諾すら得られなかった。 |
| 中継局 | 周波数  | 空中線電力 | ERP   | 送信所概要 （技術概要） | 備考 |
| 宇奈月 | 85.8MHz | 10W        | 22W   | - 送信柱 20m支柱式鉄柱（NHK共用） - 送信空中線 3素子八木宇田アンテナ1段2面、海抜高493m - 送信機 JBM-3301（JRC） - 放送伝送回線 富山局を5素子八木宇田2段1面にてエア受け - 送信局舎 G式収容箱 - 非常用電源 バッテリーフロート70Ah | |
| 福光   | 84.6MHz | 10W        | 16W   | - 送信柱 18m支柱式鉄柱 - 送信空中線 3素子八木宇田アンテナ1段2面、海抜高284m - 送信機 HV-1031（OKI） - 放送伝送回線 富山局を5素子八木宇田1段1面にてエア受け - 送信局舎 鉄筋コンクリート2階4m×4m - 非常用電源 自家発電装置15kVA | |

### サービスエリア
- 富山県の全域
- 石川県金沢市以北
- 岐阜県飛騨市神岡町の一部
- 新潟県糸魚川市の一部

## 資本構成
企業・団体の名称、個人の肩書は当時のもの。出典：

### 2015年3月31日 - 2016年3月31日
| 資本金      | 発行済株式総数 | 株主数 |
| ----------- | -------------- | ------ |
| 6億5000万円 | 13,000株       | 39     |

| 株主     | 株式数 | 比率  |
| -------- | ------ | ----- |
| 富山県   | 800株  | 6.15% |
| 北陸電力 | 650株  | 5.00% |
| 北陸銀行 | 600株  | 4.61% |

## 主な自社制作番組
2025年7月時点。現在の番組の詳細は、公式サイトのローカル番組一覧またはタイムテーブルを参照。

### 随時
- MUSIC POWER PLAY（CM枠・5分間のミニ番組）

### 平日帯番組
曜日記載がないものはすべて月曜日から金曜日までの放送。
- FMとやまニュース（詳細は当該項目参照、年末年始は休止）
- トヨタモビリティ富山・モーニング・ポップス（7:30 - 7:40）
- Breakfast Show（7:40 - 8:30、年末年始は休止）
  - 西村まさ彦のドラマチックな課外授業（月曜日 - 木曜日 7:45 - 7:55、再放送：放送当日 16:00 - 16:10） - 年末年始は本放送・再放送とも単独番組として放送。
  - 竹田恒泰の富山チャンネル（第2・第4金曜日 7:45 - 7:55）
- とやま情報スクエア（10:55 - 11:00、再放送：月曜日 - 木曜日 17:30 - 17:35・金曜日 17:35 - 17:40、年末年始は休止）[37]
- ヨリミチトソラ（月曜日 - 木曜日 16:20 - 19:00、年末年始は休止）
  - トヨタモビリティ富山 山中千尋 いつだって T-TIME（17:45 - 18:00） - 金曜日・年末年始は単独番組として放送。

### 平日その他
- D.D.D（毎月最終月曜日 11:30 - 12:55）
- 水曜日のひなたぼっこ（水曜日 11:30 - 12:55）
- Tomomi 虹をかけよう（木曜日 11:30 - 11:55）
- トヨタモビリティ富山 presents 高原兄のサンクス・スマイル・ミュージック（木曜日 12:00 - 12:30）
- トップインタビュー いいね!とやま（木曜日 12:30 - 12:55）
- 富山の「はぁ～ん」、地球の「ふぅ～ん」（木曜日 12:55 - 13:00）
- エッジモーメント presents 「have a nice home」（金曜日 8:30 - 8:40）
- オッケイのKは、ダイハツの軽 富山ダイハツ 林輝幸のオッケイQ（金曜日 11:30 - 11:55）
- 8カフェ フライデー（金曜日 12:00 - 12:30、年末年始は休止）
- 室井滋のしげちゃん☆おはなしラジオ（金曜日 12:30 - 12:55、再放送：土曜日 8:30 - 8:55）[38][39][40]
  - エフエム山形にも同時ネット（再放送はネットなし）。
- 北村瞳の万華鏡days（金曜日 12:55 - 13:00）
- 気ままプラン（金曜日 13:30 - 17:00、年末年始は休止）
- 氷見市芸術文化館 Arts from Himi（第1金曜日 17:00 - 17:15）
- ふれ逢いステーション（第2 - 第3金曜日 17:00 - 17:15）
- KUROBE THE STORY〜HUMAN〜（第4金曜日 17:00 - 17:15）

- FM TOYAMA back on live（第1金曜日 20:00 - 20:55）[41][42]
- MEIBUNDO PLANNER presents あにめdawn!（第2金曜日 20:00 - 20:55）[43]
- ラララ♪ばららくご（第3金曜日 20:00 - 20:55）
- FUT Monthiy Radio Program FUT LUB.（第4金曜日 20:00 - 20:55）
- J-POPファクトリー（金曜 22:55 - 23:00）

### 土曜日
- BEAUTIFUL MOMENT（7:30 - 8:00）
- オートバックス クルマでGo Out（9:20 - 9:30）[44]
- 和やかに楽しく生きる（9:55 - 10:00）
- こんにちは!経営なんでも相談のよろず支援拠点です!（10:55 - 11:00）
- 富山ダイハツ オッケイウィークエンド（11:00 - 11:55）
- Sweden House New Standard Songs（12:00 - 12:55）
- CHIKOのサンゴニニ?（18:00 - 18:55）
- J-POPファクトリー2（18:55 - 19:00）
- soliloquy〜夜のひとり言〜（20:00 - 20:30）
- Old Mellow Days（24:00 - 24:55）
- マジカル・ジャズビリー・ナイト　“Rock’a Swing Train”（25:00 - 25:30）

### 日曜日
- [[* レクサス富山 アメージング クラシック 3minutes（15:55 - 16:00） |レクサス富山]] アメイジング クラシック（8:00 - 8:40）[45]
  - 「予習番組」として土曜日に『レクサス富山 アメイジング クラシック 3minutes』が放送される（土曜 15:55 - 16:00）。
- 番組審議会リポート（特定月を除く第1日曜日 9:25 - 9:30）
- マジシャン・コンプレッサーのしゃべちゃお!（9:30 - 9:45）
- ベルセレマ presents LAST SONG（9:45 - 9:55）
  - エフエム石川にも同時ネット。
- あいの風 日曜日のおでかけ（9:55 - 10:00）
- 北陸電力プレゼンツ CHIKOの"こたかな"（13:55 - 14:00）
- 富山県シンフォニーホール&芸術家ワクワクトーク（特定月を除く毎月最終日曜日 18:00 - 19:00）

### その他
- 富山民放ラジオ7局ネット 防災スペシャル（9月1日または9月2日以降の平日 9:00 - 11:00）[46][47][48]
  - 北日本放送（KNBラジオ）・富山シティエフエム（City-FM）・新川コミュニティ放送（ラジオ・ミュー）・エフエムとなみ・エフエムいみず・ラジオたかおかの7局共同制作。

- 橋本せいな・コンプレッサーのぷぷぷラジオ（木曜日 21:30 - 22:00）

## 過去の番組
平日午前
- FMモーニングサロン（7:00 - 10:00、番組開始当初）[17]
- ふれあいホットライン（富山県広報番組、開局時より放送）[19]
- テルサ・モーニングバルーン（『FMモーニングサロン』内）DJ山口みのり
- スパークル・イン・マイ・ハート（『FMモーニングサロン』内）DJ福沢万里子
- ももいろスピリッツ（『FMモーニングサロン』内）DJ池田千代美
- good morning! That's wakeman show（7時30分以降がローカル枠だった）
- IN THE MORNING[44]
  - キラリ キトキトコラム
- スタイリッシュ・ウエー（9:00 - 11:00）

平日午後
- 昼のリクエストタイム（12:00 - 12:55）[17]
- FMイブニングサロン（18:00 - 19:00）[17]
- 電リクパニック
- 電リクパニック105
- 電リクパニック'95
- 電リクパニック'96
- 電リクパニック'97
- 電リクパニック'98
- HITS ON THE RADIO（2010年3月31日終了）
- イブニング・ファイル（2010年3月31日終了）
- RADIO JAM
- grace
- PASSION

金曜日
- パラ・パラ・フライデー
- ツール・ド・フライデー

土曜日
- 日産サタデー・フリーウエイ
- 良楽の土曜の夜はまるかじりDJ三遊亭良楽＆高井豊子

日曜日
- サンデースペシャル（18:00 - 18:55）
  - 小川Dのマジでモテたいんですけど!（第2日曜日）

その他
- 日刊とやま県聞録
- おはようサンデーカレッジ
- カレッジ・プロムナード
- ぷるるんポリス
- 富山湾おさかな講座
- 食のデータ・ベース
- 立川志の輔の無イミダス
- 立川志の輔の無イミダス2000
- 立川志の輔の無イミダス21
- THE サウンドトラック
- 週刊とやま県聞録
- アクセス21
- A・A・A（トリプル・エー）
- トレンドナビゲーション
- Be!Moving
- キスしよう!恋しよう!
- 沢樹舞 MOVE ON
- 往年アイドリアン
- 音楽かなであん
- フクロヤ・クレッセントナイト
- おいでよ!館"館"（ガンガン）
- 痛快!電脳コロシアム〜ゲームの館〜
- スーパージャンクション ご機嫌!さる魂
- 日産デイリー・マガジン
- TOYOTA ロイヤル・ステーション
- 読売新聞タウン情報
- アメージング・アイランド
- フロム・オレゴン
- 西武ピラニア族
- ヤヨイ化学 ミュージック・フラッシュ
- 伊藤銀次のコーク・サウンド・シャッフル（FMとやま、FM石川、FM福井の3局ネット）
- パソコンネットワークリクエスト
- パワーホット30
- 伊藤敏博 星のステーション
- サンデー TIC トーク（月1回）
- マッキーのおまかせナイトクラブ
- 未来大予想テレラジラ投票所
- 富山発!未来派ヒット最前線
- ハンディアップゴルフワンポイント
- デジタルツーカー北陸 SKYリクエスト
- J-PHONE北陸 SKYリクエスト
- ラバーズ・ウィスパー
- パラ・パラ・サタデー
- ミュージック・ファクトリー
- ABOタイム
- マザー・アース
- ミーティング・ブランニュー・シーン
- あたらしい音楽
- MPCミュージック・パートナーズ・クラブ
- 沢田茅乃 リトル・ソングス
- ユースケ・サンタマリアのジョージア・カフェ（FMとやま、FM石川、FM福井の3局ネット）
- TOSHIBA ライフ・イズ・ファイン
- リトルマーメイド おいしさ with you
- 月刊志の輔レディオ（月1回放送）
- 情報バキュームスタジオ 〜遊ぶが勝ち〜（月1回放送）
- 千年の歴史 ウラ話
- ぱそこん村 解体新書
- メモリアル・シーン
- SATY タイムズ・スクエア
- ファボーレ東宝 キトキトシネマ情報
- パワーホット30プレビュー
- イッツ・ア・ファンタスティック・ミュージアム
- パイナップル・シャワー
- WARAKU Sweet Heart Story
- ライナー・ノーツ
- MUSIC POWER PLAY presented by GIMA（ヘヴィー・ローテーション曲を流す5分番組であったが、一時期GIMAがスポンサードしていたことがあった）
- あずきごろりんの「学問の、進め!」
- 小沢伊弘のウイークエンド・ジャーナル
- 由香の放課後（※一時期、半年ほどNHK-FMで放送していたことあり）
- 夜はいただき!土曜はDo!
- だだだDEナイト
- 日建ハウジング JIN JINハウジング
- J-HOT 30
- あそびばベースボール
- WORLD-HOT 30
- Mic Net presents Pastime Bar：fragile
- 快適エアブレスの家
- kamishima Caf'e La Gita
- GEENA GEENA GEENA
- bee! Honey Seven（2003年4月 - 2007年3月29日）
- くるま〜と通信
- サウンド・ピン・アクション
- 竹内祥子のおしゃべりクラシックス
- ほくでんライフクリップ
- ウェイクアップシャワー
- For You 未来倶楽部（2009年12月終了）
- Hall Friends Club（2010年3月25日終了）
- セピア色の街へ～自転車にのって（2010年3月26日終了）
- ミュージック10（2010年3月28日終了）
- Feel T（2013年3月29日終了）
- 氷見きときとナビゲーション（2013年3月30日終了）
- 射水ムズムズアワー
- 小沢伊弘のデイリーコラム（2015年3月終了）
- KUROBE〜THE FUTURE〜（2014年4月 - 2015年3月）
- 文苑堂書店Presents 小川Dのマジでモテたいんですけど!コンカツ篇
- New Disc File
- だら～ず・さん生の「富山!歴史『笑』学校!!」
- 大喜利プラス〜あなたはだんだんボケたくなる!〜（第1金曜日）
- 富山のスポーツ応援団"体育会ラジオ"
- WEEKLY CHART EXPRESS -TOYAMA TOP30-
- レディオ・ジャーナル〜がんばる富山の企業人〜
- 杉本英世のゴルフクリニック
- Takaoka'n Radio
- 音魂 ミュージックラバー
- ビッグスギのチップショットトーク
- 开开心心 楽しい中国語
- ラジオ紙芝居〜木曾義仲と巴御前の生涯〜（grace内で放送）
- 母心のだら騒ぎ!
- リバーリトリート雅樂倶 PRESENTS Time after time〜Good Music Selection
- BOUSAI RADIO
- 富山ダイハツ 山内マリコのオッケイトーク
- URBAN COLORS
- 岡部里香の推し♡スポ
- あいの風 はたちのホーム
- kei Rei jazz midnight
- Netz Cafe Drivin'
- 桜木町ナイトスナッカーズ - レギュラー番組としては2023年2月25日で終了[49]。翌月からは『ヨリミチトソラ』のフロート番組として放送されている（月曜日18時台）。

## 現在のアナウンサー・パーソナリティ
2023年時点。現在のパーソナリティは、公式サイトのパーソナリティ一覧を参照。★印は元FMとやま所属アナウンサー。

### アナウンサー
| 名前       | 読み仮名        | 入社年 | 主な担当番組など（2023年時点） |
| ---------- | --------------- | ------ | --- |
| 今井隆信   | いまい たかのぶ | 1997年 | トヨタモビリティ富山・モーニング・ポップス Breakfast Show（火曜・水曜） とやま情報スクエア FMとやまニュース 局名告知（オープニング、クロージングともに担当） |
| 堀池真緒   | ほりいけ まお   | 2016年 | Breakfast Show（月曜・木曜） 水曜日のひなたぼっこ 気ままプラン FMとやまニュース                                                                              |
| 水梨子真穂 | みずなし まほ   | 2021年 | STEP! エッジモーメント presents 「have a nice home」 フレッシュ佐武 食の学校 あいの風 日曜日のおでかけ FMとやまニュース                                      |

### パーソナリティ

#### 男性
- 西村まさ彦（俳優） - 西村まさ彦のドラマチックな課外授業
- 高原兄 - トヨタモビリティ富山 presents 高原兄のサンクス・スマイル・ミュージック
- 小山憲一（フリーアナウンサー、元富山テレビ放送アナウンサー） - トップインタビュー いいね!とやま
- タナベマサキ - ヨリミチトソラ（月曜・火曜）、MEIBUNDO PLANNER presents あにめdawn!!!!![43]、D.D.D
- 竹田恒泰 - 竹田恒泰の富山チャンネル
- 林輝幸（タレント・クイズ王） - オッケイのKは、ダイハツの軽 富山ダイハツ 林輝幸のオッケイQ
- 阿部叶（富山テレビ放送アナウンサー） - 8カフェ フライデー
- 牧内直哉★（フリーアナウンサー、1991年4月 - 2006年3月に在籍） - ラララ♪ばららくご
- 矢郷良明（プロレスラー） - BEAUTIFUL MOMENT
- 廣瀬大悟（演奏家） - レクサス富山 アメージング クラシック
- コンプレッサー - マジシャン・コンプレッサーのしゃべちゃお!、橋本せいな・コンプレッサーのぷぷぷラジオ
- ドイヒロト（ミュージシャン・セプテンバーミー）[42] - FM TOYAMA back on live
- ムラジュン（お笑いタレント） - D.D.D

#### 女性
- CHIKO（歌手） - CHIKOのサンゴニニ?、北陸電力プレゼンツ CHIKOの“こたかな”
- 山中千尋（ジャズピアニスト） - トヨタモビリティ富山 山中千尋 いつだって T-TIME
- 布上智子（歌手） - クロラン☆ふれステ・マガジン
- 田島悠紀子★（フリーアナウンサー、2001年4月 - 2011年3月の期間は在籍） - ヨリミチトソラ（水曜・木曜）
- 車谷恵子★（1992年4月よりFMとやま在籍、現在はフリー） - Breakfast Show（金曜）、Sweden House New Standard Songs
- Tomomi（シンガーソングライター） - Tomomi 虹をかけよう
- 住吉今日子★（1993年4月 - 2000年3月、2000年4月よりフリー） - トヨタモビリティ富山 presents 高原兄のサンクス・スマイル・ミュージック
- 室井滋（俳優）[38][39][40] - 室井滋のしげちゃん☆おはなしラジオ
- 北村瞳（シンガーソングライター） - 北村瞳の万華鏡days
- 廣川奈美子★（フリーアナウンサー、「コトノハ」代表取締役、旧姓高山、1988年4月 - 1993年の期間は在籍） - 気ままプラン
- 岩木幸子 - KUROBE THE STORY、ベルセレマ presents LAST SONG
- イローナ（ロシア語翻訳家） - BEAUTIFUL MOMENT
- 林藍菜（フリーアナウンサー、元ラジオ福島・富山テレビ放送アナウンサー）[44] - オートバックス クルマでGo Out
- 浅野ヨンエ（歌手） - soliloquy〜夜のひとり言〜
- 中沖いくこ（ピアニスト） - レクサス富山 アメージング クラシック
- 橋本せいな（elsy） - 橋本せいな・コンプレッサーのぷぷぷラジオ

## 過去のアナウンサー・パーソナリティ
※ ★印は2023年時点でFMとやまに出演中。

### アナウンサー
男性
- 神野義久(1985年初代アナウンサー)
- 濱永清隆（1985年開局時）[20]
- 牧内直哉★（1991年4月 - 2006年3月）

女性
- 柳橋仁子（1985年4月 - 1987年3月、FMとやま初代アナウンサー）
- 西野由香（1985年4月 - 時期不明、FMとやま初代アナウンサー、後にチューリップテレビ）
- 高岸恵子（1986年4月 - 時期不明）
- 廣川奈美子★（旧姓高山、1988年4月 - 1993年）
- 白倉律子（1991年4月 - 時期不明、現在はFMとやまでも放送されている『天使のモーニングコール』パーソナリティ）
- 上田富美子（1989年4月 - 時期不明）
- 高井豊子（1990年4月 - 1991年3月） ※入社して1年間在籍の後、結婚を機に寿退社。
- 車谷恵子★（1992年4月 - 時期不明）
- 向山かよ子（199?年4月 - 時期不明）
- 住吉今日子★（1993年4月 - 2000年3月、2000年4月よりフリー）
- 赤木まゆみ（1994年4月 - 2000年3月）
- 高橋真実子（1996年4月 - 2002年3月、現在はエフエム愛媛パーソナリティ）
- 菊地信子（1998年4月 - 2004年4月）[50]
- 大友夕可里（2007年 - 2009年3月、元チューリップテレビアナウンサー）
- 沼倉真里子（1998年4月 - 2010年3月）※2005年9月よりフリー。
- 田島悠紀子★（2001年4月 - 2011年3月）
- 久和恵実★（2001年4月 - 2010年3月）
- 上野紋（2005年4月 - 2011年3月）
- 田中千佳（2010年4月 - 2014年3月）
- 船岡未沙希（2014年4月 - 2016年1月）
- 吉本麻希子（2010年4月 - 2020年3月）

### 主なパーソナリティ
- 松原里佳（2000年9月 - 2005年4月） ※局のアナウンサーではないが、『気ままプラン』のアシスタントを担当していた。
- BOB長嶋 ※局のアナウンサーではないが『痛快電脳コロシアム』『POWERHOT30』などを担当。
- 小川もこ（フリー）
- 安達葉子（フリー）
- 高橋紀代美（フリー、元北日本放送ウェザーキャスター・ラジオリポーター）
- 鼻毛の森 - 番組には出演していないが、FMとやまのラジオコマーシャルソングの作曲を手掛けている[51]。
- 鎌田紗綾（富山テレビ放送アナウンサー、出演時点）
- 南條早紀（富山テレビ放送アナウンサー、出演時点）
- 森田麗美（富山テレビ放送アナウンサー、出演時点）
- 柳家さん生
- 小林信吾（音楽プロデューサー）[52]
- 母心
- 山内マリコ（小説家）
- 岡部里香（フリーアナウンサー、元富山テレビ放送アナウンサー）
- 成田玲（ピアニスト）
- 三遊亭良楽
- 杉本英世（プロゴルファー）

など

## 番組などの特徴
開局当初から自社制作番組には積極的で、隣県のエフエム石川の開局前には石川県金沢市でFMとやまの公開放送も行われたことがあった。エフエム石川の開局が遅かったこともあり、開局から数年は石川県内のリスナーも多かった。エフエム石川の編成上ネットしていない番組や同局で流れない楽曲を聴くために現在も石川からのリスナーは少なからず存在する（逆のパターンあり）。また、かつて日曜9時に放送されていた『ミュージック10』はエフエム石川の開局以前から放送され、放送開始時より石川県のスポンサーで構成されていた。
富山県が筆頭株主であるため、富山県の広報番組や提供番組も多く放送されている。なお、北陸地方で行政機関が筆頭株主である県域放送局はFMとやまのみである。また、富山テレビ放送が株主となっているため、同局の番組宣伝や関連会社であるシー・エー・ピーの出版物のCMも放送される（『Takt』など）。
2015年4月の番組改編では、開局30周年に向けて自社制作番組を大幅に新設。特に、平日の11時台後半においてネット番組を取り止めている。

## エピソード
- 1990年代、FMとやまではアニメ・ゲーム番組を多く放送していた。高い人気を博していた『週刊アニメグランプリ』（JFN）のほか、『VOICE OF WONDERLAND』（JFN）、『電脳玉手箱〜田中勝己のゲームバスターズ〜』（TFM）、『ナイトワープ〜ENO@HOME』（TFM）などのネット番組や、自社制作番組『痛快!電脳コロシアム〜ゲームの館〜』を放送していた。
- 1995年の開局10周年時には、記念特別番組として4月の1か月間月曜 - 金曜 21:00 - 21:55に日替わりでアーティスト特番（生放送）を実施した。また、2005年の20周年時には特別番組を3月31日18:00 - 4月1日20:00の26時間にかけて放送した（一部時間を除く）。
- 1996年8月7日18:00 - 8月8日20:00にかけて、「笑い」をテーマにした長時間生放送を実施した（一部時間を除く）。1996年（平成8年）8月8日で「8・8・8」→「はっはっは」にかけたもの。
- 2000年の開局15周年記念特番を昼の時間に1クールの間、開局した1985年から2000年までのヒット曲を洋邦問わず、リスナーからのリクエスト（あらかじめ、局のFAXボードで挙げられた曲からリクエスト）を受け付けていた。なお、週ごとに昔のFMとやまのアナウンサーが登場した。
- 2005年の開局20周年記念イベントとして、4月1日から3日にかけて「レインボーEXPO」というイベントを開催した。富山市民プラザをメイン会場として、FMとやまの歴史を展示・紹介するコーナーや歴代の人気番組試聴コーナーなどが設けられた。
- 2010年4月1日、開局25周年特別番組として「NEXT25 -1985～2010～2035-」が午前9:00 - 10:50に放送された。FMとやまが開局した1985年と2010年の出来事を振り返りながら、25年後の未来（2035年）を考えるというものだった。
- 2010年4月1日から、開局25周年を記念して従来の正時に流れるJFN共通ジングルが使われず、当局オリジナルの正時のジングルが使われるようになった。正時のジングルが変わることは初めてであった。FMとやまの制作番組でも番組の冒頭にこのジングルが使われるようになった。2011年1月に廃止され、JFN共通ジングルが再び使われるようになった。

## その他
- 当局含めたJFN系列38局はACジャパン（旧・公共広告機構）の正会員企業の一つである[53]。
- 社章は16分音符とFMの「F」を組み合わせてデザイン化し、澄み切った青空を駆け抜けていく鳥の姿に、明日に向かって羽ばたくFMとやまとシンボライズしている。他、こきりこ節のささらをイメージした案もあったが、こちらは没となった[54]。
- FMとやまの本社はチューリップテレビの本社及び放送センターが隣接している（チューリップテレビのホームページでは同局の案内図でFMとやまに隣接していることを表記している）。
- ローカルニュースの配信は2018年から富山新聞の単独となっている。また、1985年4月1日の北國新聞朝刊にはFMとやま開局の記事を掲載し、番組表では『富山新聞ニュース』を掲載していた（なお、北國新聞では2023年現在FMとやまの番組表は掲載していない）。

- 番組表は石川県・福井県の朝日新聞・毎日新聞・日本経済新聞・産経新聞・北陸中日新聞石川県版・日刊県民福井・中日新聞福井県版でも掲載されている。
- FMとやま制作のタイムテーブルは、全国でも珍しくパーソナリティが写真ではなくイラストになっている。
- FMとやまのキャラクターは「ラジラ」と言い、1995年7月に誕生した。名前は「ラジオ」と「ゴジラ」を合わせた造語であり、リスナーによる公募によって決められた。FMとやまの電話投票システムを「テレラジラ」という。一時期、プレゼント応募などに多用され、毎週リスナーにテレラジラで未来予想クイズに応募してもらう『未来大予想テレラジラ投票所』という番組も誕生した。しかし現在このテレラジラはあまり使用されていない。
- 毎年、9月1日前後の平日9:00 - 11:00に北日本放送ラジオとの共同制作で防災情報特別番組を放送している。
- 月曜 - 金曜の8時台に放送されていた『小沢伊弘のデイリーコラム』は15年ほど続いた長寿番組だった（2015年3月31日終了）。さらに前番組である『小沢伊弘のウイークエンド・ジャーナル』も含めると小沢伊弘は開局当時から出演していた。
- パーソナリティ小川もこの人気が高い。1990年代にJFN『ヒルサイド・アヴェニュー』のネットで人気が高まり、1997年頃から小川もこ出演のローカル番組『キスしよう!恋しよう!』（通称キス恋）が始まった。この番組は一旦終了したが、2000年に『For You 未来倶楽部』（通称フォーミラ）としてリニューアル。この番組の現在の提供社のうちの約半分はキス恋の初期から提供に名を連ねている古参スポンサーであり、番組を支えていた（2009年12月終了）。
- 土曜日の28:59に、自社オリジナルのジングル（60秒バージョン。アメリカのジョーンズTM社の前身企業が制作）を流している。50秒程の前奏後「82.7（eighty two point seven）JOOU-FM〜♪」という歌が入る。まれに別の時間に使用されることもあるが、10秒バージョン（前奏なし）の方が使用頻度は多い。また、20秒バージョンは、月曜日 - 木曜日の28:59、日曜日の24:59に流される。60秒ヴァージョンについては2020年度に入るころまで土曜26:59にも流されていたほか、歌詞違いで『アフタヌーン・ブリーズ』（エフエム東京）でも使用されていた。

## 放送事故
- 2009年1月10日、『サントリー・サタデー・ウェイティング・バー』放送中の17:33頃から、送信所のトラブルで放送が1時間以上休止した[55]。原因はこの日発生した突風で送信所の配電線が周辺の樹木の接触によって断線し、送信所が停電して機能が停止したためであった。18:44頃に配電線を予備のものに切り替えた上で放送を再開した。18:00から放送の『リバーリトリート雅樂倶 PRESENTS Time after time〜Good Music Selection』は途中からの放送となった。番組のエンディングのBGMでアナウンサーからの放送事故についての説明及びお詫びのコメントが流れた。19:00から、この時間に放送する予定の『YAJIKITA on the road』を急遽休止し、『Time after time』を再び放送した[56]。また、同じく一部放送休止となった『サタデー・ウェイティング・バー』放送分も、翌週1月18日18:00に再放送された。放送休止中に30 - 40人のリスナーから苦情や問い合わせがあったという。
- 同年4月2日、『要のある音楽』放送中に放送が中断するトラブルが発生し、数分間BGMの穴埋めによる対処がなされた（その中には、番組パーソナリティの根本要がメンバーであるスターダストレビューの歌も含まれていた）。放送用テープの不調によるものが原因[57]。休止となった分は4月5日19:00より再放送された。
- 2021年7月11日、『ももいろクローバーZのSUZUKI ハッピー・クローバー!』、『NISSAN あ、安部礼司〜BEYOND THE AVERAGE』の放送が中断[注釈 2]、また17時の時報CMが無音になる(チャイムは流れた。)トラブルが発生し、前者は番組終了まで、後者は冒頭数分間BGMの穴埋めによる対処がなされた。本件は制作局であるTOKYO FMの番組送信ネットワークに障害が発生したことが原因でTOKYO FM以外のJFNネット局でも同様の事案が発生した。後に前者は7月15日の4:00、後者は16日の4:00に再放送され、Radikoのタイムフリー機能で聴取できる音源もTOKYO FMでOAされたものに差し替えられた[58]。
- 2021年7月25日、『V6 Next Generetion』で前週（7月18日）放送回を再度放送してしまうトラブルが発生した。後に公式HPで謝罪[59]し、この日OAされる予定だった回は7月30日20:00に再放送された。